# ケプラー24c
ケプラー24c(英:Kepler-24c)はケプラー24を周回する系外惑星である。

## 概要
この惑星は、2012年1月にケプラー望遠鏡によって発見された。0.106天文単位だけ離れてケプラー24を周回している。
12.3335日ごとに1周公転する。